# Governatori delle Seychelles
Quello che segue è un elenco dei governatori delle Seychelles, sia sotto sovranità francese che inglese successivamente come colonia. 
| Periodo                                                                                                 | Nome                                                      | Note                                           |
| --- | --------------------------------------------------------- | ---------------------------------------------- |
| Sovranità francese                                                                                      |                                                           |                                                |
| Pretese dalla Francia per mano di Lazare Picault, rinominate Îles de La Bourdonnais                     |                                                           |                                                |
| Subordinate al governo de l'Île de France (Mauritius)                                                   |                                                           |                                                |
| 1744 - 1 novembre 1756                                                                                  | Nessuno                                                   |                                                |
| Annesse dalla Francia (Îles de Séchelles), non abitate sino al 27 agosto 1770                           |                                                           |                                                |
| 1 novembre 1756 - 27 agosto 1770                                                                        | Nessuno                                                   |                                                |
| 27 agosto 1770 - 1772                                                                                   | Jean-Charles de Launay de La Perrière, Comandante         |                                                |
| 1772 - 1775                                                                                             | Joseph François Eugène Benjamin Anselme, Comandante       |                                                |
| 1775 - 1777                                                                                             | Jean-Baptiste Le Roux de Kermeseven, Comandante           |                                                |
| 1778 - 1781                                                                                             | Charles Routier de Romainville, Comandante                |                                                |
| 1781 - 1783                                                                                             | Louis François Claude Berthelot de la Coste, Comandante   |                                                |
| 1783 - 1786                                                                                             | François, vicomte de Souillac, Comandante                 |                                                |
| 1786 - 1789                                                                                             | Augustin Motais de Narbonne, Comandante                   |                                                |
| 1789 - 1792                                                                                             | Louis Jean Baptiste Philogène de Malavois, Comandante     |                                                |
| 1792 - 1793                                                                                             | Charles Joseph Esnouf, Comandante                         |                                                |
| 9 settembre 1793 - 17 maggio 1794                                                                       | Jean-Baptiste Quéau de Quincy, Governatore                |                                                |
| Îles de Séchelles occupate dal Regno Unito (l'amministrazione francese proseguì sino al 17 maggio 1810) |                                                           |                                                |
| 17 maggio 1794 - 17 maggio 1810                                                                         | Jean-Baptiste Quéau de Quincy, Governatore                |                                                |
| Sovranità inglese                                                                                       |                                                           |                                                |
| Colonia britannica (subordinata alle Mauritius)                                                         |                                                           |                                                |
| 17 maggio 1810 - 2 giugno 1811                                                                          | Jean-Baptiste Quéau de Quincy, Commissario                |                                                |
| 2 giugno 1811 - 1812                                                                                    | Bartholomew Sullivan, Commissario                         |                                                |
| 1812 - 1815                                                                                             | Bibye Lasage, Commissario                                 |                                                |
| 1815 - 1822                                                                                             | Edward Henry Madge, Commissario                           |                                                |
| 1822 - 1837                                                                                             | George Harrison, Commissario                              |                                                |
| 1837 - 1839                                                                                             | Arthur Wilson, Commissario                                |                                                |
| 1839 - 1850                                                                                             | Charles Augustus Etienne Mylius, Commissario              |                                                |
| 1850 - 1852                                                                                             | Robert William Keate, Commissario                         |                                                |
| 1852 - 1862                                                                                             | Charles William Bhering, visconte Bhering, Commissario    |                                                |
| 1862 - 1868                                                                                             | Swinburne Ward, Commissario                               |                                                |
| 1868 - 1874                                                                                             | William Hales Franklyn, Commissario                       |                                                |
| 1874 - 1879                                                                                             | Charles Spencer Salmon, Commissario                       |                                                |
| 1879 - 1880                                                                                             | Arthur Elibank Havelock, Commissario                      |                                                |
| 1880 - 1882                                                                                             | Francis Theophilus Blunt, Commissario                     |                                                |
| 1882 - 1888                                                                                             | Arthur Cecil Stuart Barkly, Commissario                   |                                                |
| 1889 - 1895                                                                                             | Thomas Risely Griffith, Amministratore                    |                                                |
| 1895 - agosto 1899                                                                                      | Henry Cockburn Stewart, Amministratore                    |                                                |
| agosto 1899 - 31 agosto 1903                                                                            | Ernest Bickham Sweet-Escott, Amministratore               |                                                |
| Colonia della corona britannica                                                                         |                                                           |                                                |
| 31 agosto 1903 - novembre 1903                                                                          | Ernest Bickham Sweet-Escott, Amministratore               |                                                |
| novembre 1903 - 1904                                                                                    | Ernest Bickham Sweet-Escott, Governatore                  |                                                |
| 1904 - 1912                                                                                             | Walter Edward Davidson, Governatore                       |                                                |
| 1912 - 1918                                                                                             | Charles Richard Mackey O'Brien, Governatore               |                                                |
| 1918 - 1922                                                                                             | Eustace Edward Twistleton-Wykeham-Fiennes, Governatore    |                                                |
| 1922 - 1927                                                                                             | Sir Joseph Aloysius Byrne, Governatore                    |                                                |
| maggio 1927 - novembre 1927                                                                             | Sir Malcolm Stevenson, Governatore                        |                                                |
| 1928 - 1934                                                                                             | Sir de Symons Montagu George Honey, Governatore           |                                                |
| 1934 - 1936                                                                                             | Sir Gordon James Lethem, Governatore                      |                                                |
| 1936 - 5 gennaio 1942                                                                                   | Arthur Francis Grimble, Governatore                       | Dal 1 gennaio 1938, Sir Arthur Francis Grimble |
| 5 gennaio 1942 - luglio 1947                                                                            | William Marston Logan, Governatore                        | Dall'8 giugno 1944, Sir William Marston Logan  |
| luglio 1947 - 14 maggio 1951                                                                            | Sir Percy Selwyn Selwyn-Clarke, Governatore               |                                                |
| 14 maggio 1951 - 1953                                                                                   | Frederick Crawford, Governatore                           |                                                |
| 31 maggio 1953 - gennaio 1958                                                                           | William Addis, Governatore                                | Dal 9 giugno 1955, Sir William Addis           |
| gennaio 1958 - 13 agosto 1961                                                                           | John Kingsmill Thorp, Governatore                         | Dal 13 giugno 1959, Sir John Kingsmill Thorp   |
| gennaio 1962 - 1967                                                                                     | Julian Asquith, II conte di Oxford e Asquith, Governatore |                                                |
| 1967 - 1969                                                                                             | Sir Hugh Selby Norman-Walker, Governatore                 |                                                |
| 1969 - 12 novembre 1970                                                                                 | Sir Bruce Greatbatch, Governatore                         |                                                |
| Garanzia dell'autonomia alle Seychelles                                                                 |                                                           |                                                |
| 12 novembre 1970 - 1973                                                                                 | Sir Bruce Greatbatch, Governatore                         |                                                |
| 1973 - 1 ottobre 1975                                                                                   | Colin Hamilton Allan, Governatore                         |                                                |
| Autogoverno delle Seychelles                                                                            |                                                           |                                                |
| 1 ottobre 1975 - 28 giugno 1976                                                                         | Colin Hamilton Allan, Alto Commissario                    |                                                |
| 29 giugno 1976                                                                                          | Indipendenza come Repubblica delle Seychelles             | Indipendenza come Repubblica delle Seychelles  |